# Barão do Bonfim
Barão do Bonfim é um título nobiliárquico criado por D. Maria II de Portugal, por Decreto de 17 de Setembro de 1835, em favor de José Lúcio Travassos Valdez, depois 1.º Conde do Bonfim.
Titulares
1. José Lúcio Travassos Valdez, 1.º Barão e 1.º Conde do Bonfim.